# Жо (футболіст)
Жуан А́лвес ді А́ссіс Сілва (порт. João Alves de Assis Silva), більш відомий як Жо (порт. Jô, нар. 20 березня 1987, Сан-Паулу) — бразильський футболіст, нападник «Корінтіанса».
Грав за національну збірну Бразилії.

## Клубна кар'єра
Жуан Алвес ді Ассіс Сілва народився 20 березня 1987 року в бразильському місті Сан-Паулу. Жо виріс у бідному районі Сапопемба. Батько Жо також був футболістом, виступав за клуби «Гуарані Адмананіта» та «Ітумбіара». 1997 року Жо вступив до футбольної школи бразильського клубу «Корінтіанс». 2002 року отримав виклик в молодіжну збірну Бразилії, в цьому ж році Жо став володарем Кубка Бразилії серед молодіжних команд. 29 червня 2003 року Жо дебютував у складі «Корінтіанса» у матчі проти «Гуарані» (Баже), таким чином він став наймолодшим футболістом в історії клубу. Перший гол за «Корінтіанс» забив у серпні того ж року. В тому ж сезоні Жо здобув свій перший трофей — титул чемпіона Ліги Пауліста.2005 року Жо став чемпіоном Бразилії. За три сезони в «Корінтіансі» Жо провів у чемпіонаті Бразилії 113 матчів та забив 18 голів.

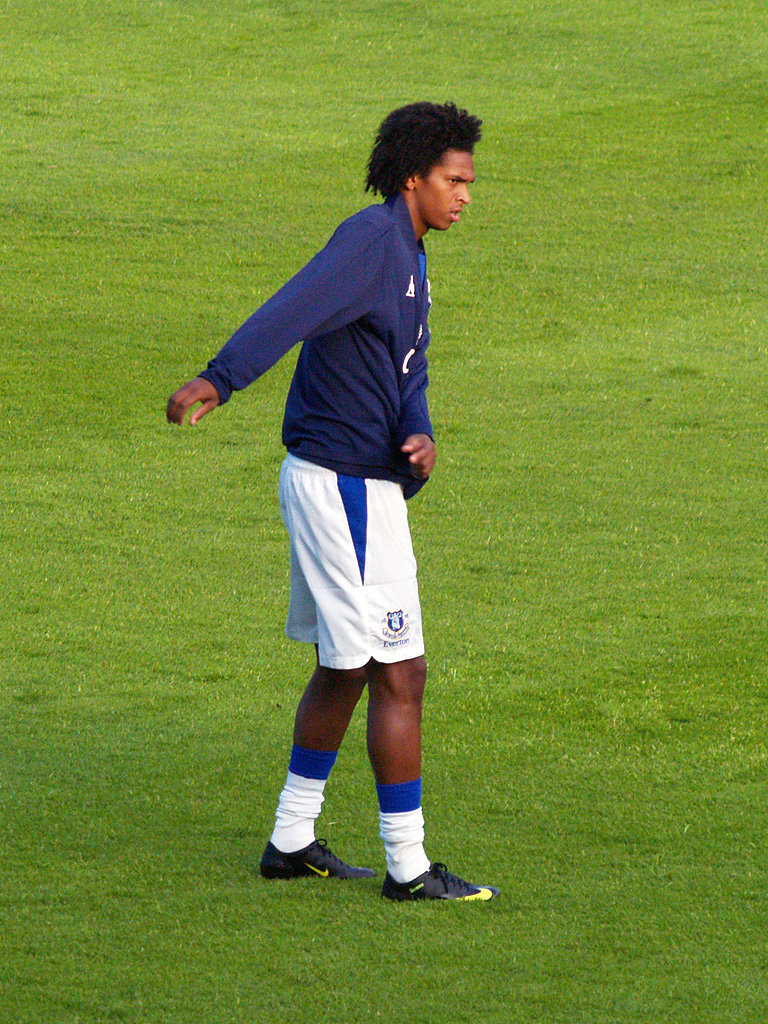
Жо під час виступів за «Евертон». 10 липня 2009

У грудні 2005 року Жо уклав п'ятирічний контракт з московським ЦСКА. За армійців Жо дебютував на Кубку Першого каналу. Перший гол забив у ворота донецького «Шахтаря». В сезоні 2006 року Жо став найкращим бомбардиром ЦСКА, забивши за перше коло чемпіонату 14 м'ячів (з них 4 він забив в одному матчі у ворота ярославського «Шинника», Зробивши, таким чином, «покер»), однак травма не дозволила йому продовжити участь в гонці бомбардирів, і за підсумками чемпіонату Жо став лише другим. В сезоні 2007 Жо з 13 забитими м'ячами став найкращим голеадором московського ЦСКА вдруге у своїй кар'єрі. За час виступів за ЦСКА Жо встиг стати чемпіоном Росії (2006), двічі завоювати Кубок Росії (2005–2006, 2007–2008) і Суперкубок Росії (2006, 2007).
2 липня 2008 року Жо уклав контракт з англійським клубом «Манчестер Сіті». Сума трансферу склала 18 мільйонів фунтів стерлінгів, що було на той момент трансферним рекордом для манчестерського клубу. 2009 року був відданий в оренду в «Евертон». За «Евертон» Жо провів 27 матчів та забив 7 голів.
Відразу після повернення в Манчестер, 21 січня 2010 року, він був орендований турецьким «Галатасараєм» до кінця сезону. Після чого він ще сезон грав за «Манчестер Сіті», проте пробитись до основного складу не зумів, зігравши лише в 12 матчах чемпіонату, але виграв разом з клубом Кубок Англії.
20 липня 2011 року було офіційно оголошено про перехід Жо в бразильський «Інтернасьонал» і в тому ж році став переможцем Рекопи Південної Америки, а у сезоні 2012 року клуб виграв Лігу Гаушу.
З липня 2012 року Жо став гравцем бразильського клубу «Атлетіко Мінейру», з яким у сезоні 2013 став переможцем третього штату, вигравши Лігу Мінейру.
Згодом з 2015 по 2017 рік грав за еміратський «Аль-Шабаб» (Дубай), китайський «Цзянсу Сунін» та на батьківщині за «Корінтіанс».
До складу клубу «Нагоя Грампус» приєднався 2018 року. У своєму першому сезоні в Японії забив за команду з Нагої 24 голи у національному чемпіонаті, ставши його найкращим бомбардиром.

### Збірна
2007 року вперше зіграв за збірну Бразилії у товариському матчі проти збірної Туреччини (0:0), вийшовши на заміну. В наступному році провів ще два матчі за збірну, після чого перестав до неї викликатись.
2008 року захищав кольори олімпійської збірної Бразилії на олімпійських іграх 2008 року, здобувши разом зі збірною олімпійські бронзові медалі.
2013 року Жо був включений до складу збірної на розіграш Кубка конфедерацій 2013 року у Бразилії замість травмованого Леандро Даміана. На цьому турнірі Жо знову вийшов на поле у футболці збірної Бразилії у матчі проти збірної Японії, замінивши Фреда на 81 хвилині. Через 12 хвилин Жо забив гол у ворота Японії встановивши остаточний рахунок 3:0 на користь бразильців. У другому матчі цього турніру Жо знову вийшов на заміну на 83 хвилині та забив на 93 хвилині.
Наступного року був у складі збірної учасником домашнього для бразильців чемпіонату світу 2014 року, де взяв участь у трьох іграх команди, яка задовільнилася четвертим місцем. Після мундіалю до лав національної команди не залучався.

## Статистика виступів

### Статистика клубних виступів
Станом на 15 червня 2019 року
| Сезон                        | Команда                      | Чемпіонат                    | Чемпіонат | Чемпіонат | Національний кубок | Національний кубок | Національний кубок | Континентальні кубки | Континентальні кубки | Континентальні кубки | Інші змагання | Інші змагання | Інші змагання | Усього | Усього |
| Сезон                        | Команда                      | Ліга                         | Ігор      | Голів     | Ліга               | Ігор               | Голів              | Ліга                 | Ігор                 | Голів                | Ліга          | Ігор          | Голів         | Ігор   | Голів  |
| ---------------------------- | ---------------------------- | ---------------------------- | --------- | --------- | ------------------ | ------------------ | ------------------ | -------------------- | -------------------- | -------------------- | ------------- | ------------- | ------------- | ------ | ------ |
| 2003                         | «Корінтіанс»                 | A                            | 14        | 1         | -                  | -                  | -                  | -                    | -                    | -                    | -             | -             | -             | 14     | 1      |
| 2004                         | «Корінтіанс»                 | A                            | 42        | 8         | -                  | -                  | -                  | -                    | -                    | -                    | -             | -             | -             | 42     | 8      |
| 2005                         | «Корінтіанс»                 | A                            | 25        | 8         | -                  | -                  | -                  | -                    | -                    | -                    | -             | -             | -             | 25     | 8      |
| 2006                         | ЦСКА (Москва)                | ПЛ                           | 18        | 14        | КР                 | 7                  | 7                  | ЛЧ+КУЄФА             | 3+2                  | 0                    | СКР           | 1             | 1             | 30     | 22     |
| 2007                         | ЦСКА (Москва)                | ПЛ                           | 27        | 13        | КР                 | 4                  | 1                  | ЛЧ                   | 4                    | 2                    | СКР           | 1             | 2             | 36     | 18     |
| 2008                         | ЦСКА (Москва)                | ПЛ                           | 8         | 3         | КР                 | 2                  | 1                  | КУЄФА                | 0                    | 0                    | -             | -             | -             | 10     | 4      |
| Усього за ЦСКА (Москва)      | Усього за ЦСКА (Москва)      | Усього за ЦСКА (Москва)      | 53        | 30        |                    | 13                 | 9                  |                      | 9                    | 2                    |               | 2             | 3             | 77     | 44     |
| 2008-лют. 2009               | «Манчестер Сіті»             | ПЛ                           | 9         | 1         | КА+КЛ              | 1+1                | 0                  | КУЄФА                | 6                    | 2                    | -             | -             | -             | 17     | 3      |
| лют.-черв. 2009              | «Евертон»                    | ПЛ                           | 12        | 5         | КА+КЛ              | 0+0                | 0                  | КУЄФА                | 0                    | 0                    | -             | -             | -             | 12     | 5      |
| 2009-січ. 2010               | «Евертон»                    | ПЛ                           | 15        | 0         | КА+КЛ              | 0+2                | 0+1                | ЛЄ                   | 7                    | 1                    | -             | -             | -             | 24     | 2      |
| Усього за «Евертон»          | Усього за «Евертон»          | Усього за «Евертон»          | 27        | 5         |                    | 2                  | 1                  |                      | 7                    | 1                    |               | -             | -             | 36     | 7      |
| січ.-черв. 2010              | «Галатасарай»                | СЛ                           | 13        | 3         | КТ                 | 2                  | 0                  | ЛЄ                   | -                    | -                    | -             | -             | -             | 15     | 3      |
| 2010–11                      | «Манчестер Сіті»             | ПЛ                           | 12        | 0         | КА+КЛ              | 5+1                | 0                  | ЛЄ                   | 6                    | 2                    | -             | -             | -             | 24     | 2      |
| Усього за «Манчестер Сіті»   | Усього за «Манчестер Сіті»   | Усього за «Манчестер Сіті»   | 21        | 1         |                    | 8                  | 0                  |                      | 12                   | 4                    |               | -             | -             | 41     | 5      |
| 2011                         | «Інтернасьйонал»             | ЛГ+A                         | 0+16      | 0+2       | -                  | -                  | -                  | -                    | -                    | -                    | РПА           | 2             | 0             | 18     | 2      |
| січ.-трав. 2012              | «Інтернасьйонал»             | ЛГ+A                         | 13+0      | 0+3       | -                  | -                  | -                  | КЛ                   | 5                    | 1                    | -             | -             | -             | 18     | 4      |
| Усього за «Інтернасьйонал»   | Усього за «Інтернасьйонал»   | Усього за «Інтернасьйонал»   | 13+16     | 3+2       |                    | -                  | -                  |                      | 5                    | 1                    |               | 2             | 0             | 36     | 6      |
| черв.-груд. 2012             | «Атлетіко Мінейру»           | ЛМ+A                         | 0+29      | 0+10      | -                  | -                  | -                  | -                    | -                    | -                    | -             | -             | -             | 29     | 10     |
| 2013                         | «Атлетіко Мінейру»           | ЛМ+A                         | 13+21     | 6+6       | КБ                 | 2                  | 0                  | КЛ                   | 14                   | 7                    | КЧС           | 2             | 0             | 52     | 19     |
| 2014                         | «Атлетіко Мінейру»           | ЛМ+A                         | 9+16      | 4+0       | КБ                 | 2                  | 0                  | КЛ                   | 8                    | 4                    | РПА           | 2             | 0             | 37     | 8      |
| 2015                         | «Атлетіко Мінейру»           | ЛМ+A                         | 3+3       | 1+1       | КБ                 | 0                  | 0                  | КЛ                   | 3                    | 0                    | -             | -             | -             | 9      | 2      |
| Усього за «Атлетіко Мінейру» | Усього за «Атлетіко Мінейру» | Усього за «Атлетіко Мінейру» | 25+69     | 11+17     |                    | 4                  | 0                  |                      | 25                   | 11                   |               | 4             | 0             | 127    | 39     |
| 2015–16                      | «Аль-Шабаб» (Дубай)          | ЛАЗ                          | 13        | 8         | КП                 | 0                  | 0                  | ЛЧА                  | 6                    | 8                    | -             | -             | -             | 19     | 16     |
| 2016                         | «Цзянсу Сунін»               | КСЛ                          | 17        | 6         | КК                 | 3                  | 1                  | ЛЧА                  | 6                    | 4                    | СКК           | 1             | 0             | 27     | 11     |
| 2017                         | «Корінтіанс»                 | ЛП+A                         | 17+32     | 6+18      | КБ                 | 5                  | 1                  | СА                   | 5                    | 0                    | -             | -             | -             | 56     | 22     |
| Усього за «Корінтіанс»       | Усього за «Корінтіанс»       | Усього за «Корінтіанс»       | 17+113    | 6+35      |                    | 5                  | 1                  |                      | 24                   | 5                    |               | 2             | 0             | 161    | 47     |
| 2018                         | «Нагоя Грампус»              | ДжЛ                          | 33        | 24        | КДжЛ               | 1                  | 1                  | -                    | -                    | -                    | -             | -             | -             | 34     | 25     |
| 2019                         | «Нагоя Грампус»              | ДжЛ                          | 13        | 5         | КДжЛ               | 3                  | 1                  | -                    | -                    | -                    | -             | -             | -             | 16     | 6      |
| Усього за «Нагоя Грампус»    | Усього за «Нагоя Грампус»    | Усього за «Нагоя Грампус»    | 46        | 29        |                    | 4                  | 2                  |                      | -                    | -                    |               | -             | -             | 50     | 31     |
| Усього за кар'єру            | Усього за кар'єру            | Усього за кар'єру            | 440       | 157       |                    | 41                 | 14                 |                      | 82                   | 23                   |               | 9             | 3             | 572    | 187    |

### Статистика виступів за збірну
| Дата       | Місто                  | Господарі      | Результат               | Гості      | Турнір                     | Голи | Примітки |
| ---------- | ---------------------- | -------------- | ----------------------- | ---------- | -------------------------- | ---- | -------- |
| 5-6-2007   | Дортмунд               | Бразилія       | 0 – 0                   | Туреччина  | товариський матч           | -    | 75'      |
| 7-9-2008   | Сантьяго               | Чилі           | 0 – 3                   | Бразилія   | Відбір до ЧС 2010          | -    | 86'      |
| 15-10-2008 | Ріо-де-Жанейро         | Бразилія       | 0 – 0                   | Колумбія   | Відбір до ЧС 2010          | -    |          |
| 9-6-2013   | Порту-Алегрі           | Бразилія       | 3 – 0                   | Франція    | товариський матч           | -    | 76'      |
| 15-6-2013  | Бразиліа               | Бразилія       | 3 – 0                   | Японія     | Кубок Конфедерацій         | 1    | 81'      |
| 19-6-2013  | Форталеза              | Бразилія       | 2 – 0                   | Мексика    | Кубок Конфедерацій         | 1    | 82'      |
| 30-6-2013  | Ріо-де-Жанейро         | Бразилія       | 3 – 0                   | Іспанія    | Кубок Конфедерацій         | -    | 80'      |
| 14-8-2013  | Базель                 | Швейцарія      | 1 – 0                   | Бразилія   | товариський матч           | -    | 56'      |
| 7-9-2013   | Бразиліа               | Бразилія       | 6 – 0                   | Австралія  | товариський матч           | 2    | 67'      |
| 10-9-2013  | Фоксборо (Массачусетс) | Бразилія       | 3 – 1                   | Португалія | товариський матч           | 1    | 76'      |
| 12-10-2013 | Сеул                   | Південна Корея | 0 – 2                   | Бразилія   | товариський матч           | -    |          |
| 15-10-2013 | Пекін                  | Бразилія       | 2 – 0                   | Замбія     | товариський матч           | -    | 46'      |
| 16-11-2013 | Маямі-Ґарденс          | Гондурас       | 0 – 5                   | Бразилія   | товариський матч           | -    | 46'      |
| 19-11-2013 | Торонто                | Бразилія       | 2 – 1                   | Чилі       | товариський матч           | -    | 51'      |
| 5-3-2014   | Йоганнесбург           | ПАР            | 0 – 5                   | Бразилія   | товариський матч           | -    | 62'      |
| 3-6-2014   | Гоянія                 | Бразилія       | 4 – 0                   | Панама     | товариський матч           | -    | 61'      |
| 6-6-2014   | Сан-Паулу              | Бразилія       | 1 – 0                   | Сербія     | товариський матч           | -    | 75'      |
| 17-6-2014  | Форталеза              | Бразилія       | 0 – 0                   | Мексика    | ЧС 2014 - 1-й етап         | -    | 68'      |
| 28-6-2014  | Белу-Оризонті          | Бразилія       | 1 – 1 д.ч. (3 – 2 п.п.) | Чилі       | ЧС 2014 - 1/8 фіналу       | -    | 64' 93'  |
| 12-7-2014  | Бразиліа               | Бразилія       | 0 – 3                   | Нідерланди | ЧС 2014 - гра за 3-є місце | -    |          |
| Усього     |                        | Матчів         | 20                      |            | Голів                      | 5    |          |

## Досягнення
Командні
- Чемпіон штату Сан-Паулу: 2003, 2017
- Чемпіон штату Ріу-Гранді-ду-Сул: 2012
- Чемпіон штату Мінас-Жерайс: 2013, 2015
- Чемпіон Бразилії: 2005, 2017
- Володар Кубка Бразилії: 2014
- Переможець Рекопи Південної Америки: 2011, 2014
- Переможець Кубка Лібертадорес: 2013
- Чемпіон Росії: 2006
- Володар Суперкубка Росії (2) : 2006, 2007
- Володар Кубка Росії (2) : 2005/2006, 2007/2008
- Володар Кубка Англії: 2010/2011
- Бронзовий олімпійський призер: 2008
- Переможець Кубка конфедерацій: 2013

Особисті
- В списках 33 найкращих футболістів чемпіонату Росії (2) : № 2 (2007); № 3 (2006)
- Найкращий бомбардир ЦСКА: 2006, 2007
- У рамках премії «Золота підкова» один раз отримав «Золоту підкову» (2006) і один раз — «Бронзову підкову» (2007).
- Найкращий бомбардир Кубка Лібертадорес: 2013
- Найкращий бомбардир Чемпіонату Бразилії: 2017
- Найкращий бомбардир Чемпіонату Японії: 2018